# Печера Атея
Печера Атея (англ. Atea Cave) — велика печера в основі 300 метрової карстової воронки у високогір'ї провінції Південний Гайлендс Папуа Нової Гвінеї. Це друга за довжиною печера острова Нова Гвінея.

## Дослідження
Дослідження печери розпочалося в 1973 році, коли «Спелеологічна експедиція Ніугіні» здійснила короткочасне відвідування печери. Наступна австралійська експедиція, «Muller 76», розвідала печеру на довжину у 4,6 км.
Печера стала основною метою високоорганізованої експедиції «Atea 1978», під керівництвом Австралії, в яку входило 50 членів з п'яти країн. Було обстежено понад 30 км в довжину і 143 м в глибину, що дало змогу, на той час, її класифікувати як найдовшу печеру в південній півкулі. Печера має різноманітні цікаві особливості, серед яких кілька дуже великих порожнин руйнування, довге і вражаюче головне річкове русло, і винятково велика кількість вторинних систем і менших проходів.
Починаючи з 1978 року, відбулося ще кілька наступних досліджень печери, що розширило її глибину до 350 м і довжину до 34,5 км.